# ديتون (تشيشير)
ديتون (بالإنجليزية: Ditton, Cheshire)‏ هي قرية تقع في المملكة المتحدة في شمال غرب إنجلترا. يقدر عدد سكانها بـ 6,249 نسمة .